# Latifa Ben Mansour
Latifa Ben Mansour ( limba arabă: لطيفة بن منصور, n. 1950 la  Tlemcen) este  scriitoare de origine algeriană, psihanalist și lingvist. Se preocupă constant de probleme precum rolul femeilor în societatea algeriană , extremismul islamic, traumele și memoriile victimelor.

## Biografie
Este fiica unui renumit profesor algerian de matematică, Mohammad Benaouda Benmansour. Face parte dintre cei circa 400.000 de intelectuali algerieni care au decis să-și părăsească țara natală pentru a evita posibilele acțiuni violente realizate de fanaticii religioși împotriva intelectualilor. În ultimii 30 de ani a locuit în Franța, însă continuă să păstreze legătura cu oamenii de știință din Algeria.
În perioada 1969-1972 a urmat cursurile Școlii Normale Superioare din Alger, în cadrul secției de Litere și Științe Umane, specializându-se în limba și literatura franceză. Ulterior a obținut licența în limba arabă la Universitatea Sorbona Nouă (Paris III) (1987-1991). În 1993 a obținut diploma de doctor în analiză de discurs și teoria enunțurilor la Universitatea Denis Diderot (Paris VII), colaborând și cu Școala Normală Superioară din Alger.  Și-a axat analizele pe studierea limbii arabe în provincia Tlemcen, problemele de integrare în societatea franceză a copiilor emigranți, utilizarea corectă a limbii arabe și studierea totalitarismului lingvistic.
Ulterior a urmat cursurile Școlii Freudiene din Paris (1991-1997), fiind psihanalist și obținând diplomă în psihologie clinică. În aceeași perioadă a predat la Universitatea Denis Diderot (Paris VII) și la Institutul Charles V din Paris.

## Activitate literară
A scris ficțiune și non-ficțiune. A publicat romane, nuvele, opere de teatru, eseuri sau articole despre societatea algeriană, a criticat grupările aflate la putere în Algeria, totalitarismul, violențele realizate de Frăția Musulmană, a analizat discursurile islamiste și a pledat pentru protejarea drepturilor femeilor și ale imigranților.
În lucrările „Cântecul crinilor și al busuiocului” (1990), „Rugăciunea Fricii” (1997) și „Anul Eclipsei” (2001) Latifa Ben Mansour a încercat să contrasteze cultura tradițională și cea modernă algeriană cu viziunea islamistă, cu abordările fundamentaliștilor, evidențiind mai ales chinurile femeilor algeriene. Operele sale pot fi incluse în literatura mărturiilor aparținând secolelor XIX-XX.

### „Cânteculcrinilorși albusuiocului”
În romanul „Cântecul crinilor și al busuiocului” este vorba despre o fată pe nume Meriem/Maria, care este rănită într-un accident misterios. În timp ce se afla în spital, Meriem  asculta ceea ce familia spunea în jurul ei, dar nu le putea răspunde. Atunci aceasta își amintește evenimentele majore din viața ei, mai ales cele care au determinat tragicul accident. Prin intermediul protagonistei, romanul explorează viața femeilor în Algeria actuală, acordând o atenție sporită educației precare oferită fetelor.

### „Rugăciunea Fricii”
Romanul „Rugăciunea Fricii” relatează povestea lui Hanan, o tânără femeie care se întoarce la familia sa în Algeria, după ce trăise mai mulți ani în Franța. În momentul aterizării avionului, aeroportul este atacat de către extremiști, iar Hanan este rănită. Picioarele trebuie să-i fie amputate, dar trauma psihică este mult mai puternică decât cea fizică. Opera se axează pe viața ei și pe locul său de muncă, precum și pe legătura strânsă pe care aceasta o are cu vărul său, numit de asemenea, Hanan.

### „AnulEclipsei”
Romanul prezintă viața unei femei musulmane, Hayba, care se mută în Paris, după ce a supraviețuit unui atac al islamiștilor în satul său din Algeria. Aceștia i-au ucis soțul, i-au violat și omorât fiica și au abuzat-o fizic și pe Hayba. Deși era afectată și la nivel psihic, protagonista încearcă să supraviețuiască de dragul copilului ne-născut pe care a aflat că îl are în pântece. Ajunsă în Franța, Hayba are câteva probleme de integrare, însă pe durata celor 6 luni de sarcină rămase ajunge să depășească momentele de cumpănă, luând totul de la capăt alături copiii săi (în timpul nașterii a aflat că avea gemeni, ceea ce îi mai alină suferința provocat[ de pierderea fiicei).
Titlul lucrării este expresiv, reprezentând atât latura figurată, cât și cea proprie a eclipsei. Ambele conotații marchează atât temporal romanul (acțiunea se desfășoară în perioada 1998 - 1999), cât și metafizic (romanul este împărțit în patru capitole, care evidențiază fazele unei eclipse). Trăirile personale ale Haybei în perioada post traumatică coincid cu fazele eclipsei, aceasta trecând treptat de la viața desfășurată mai mult noaptea, în umbră (când nu interacționa cu nimeni și nu dorea să se simtă vulnerabilă în fața nimănui), la cea de penumbră (înțelege importanța interacțiunii cu oamenii), urmând faza de lumină (când hotărăște să își trăiască noua viață în Franța de dragul copiilor).
Deși este redactată la persoana a III-a, lucrarea se remarcă prin subiectivismul autoarei, mai ales în prezentarea părții politice, atunci când prin intermediul personajului aceasta denunță atrocitățile realizate de islamiști împotriva intelectualilor din Algeria prin anii 1990. Romanul prezintă puternice note psihologice și politice, autoarea descriind detaliat grupările islamiste armate care au terorizat Algeria în perioada războiului civil. Un accent important îl pune pe Frăția Musulmană, cărora autoarea le-a adresat inclusiv o nuvelă.
Utilizând literatura de ficțiune, Latifa Ben Mansour reușește să ilustreze o parte din viața sa, evidențiind cele trei războaie prin care a trecut de-a lungul vieții: războiul de independență din Algeria (care coincide cu copilăria sa), războiul civil din Liban (soțul său fiind de origine libaneză și fiind direct afectt de acest război) și tulburările civile care au avut loc în Algeria în ultimele decenii. Fiind un fin psiholog, Ben Mansour consideră că este datoria sa morală să prezinte (prin intermediul romanului) atrocitățile la care au fost supuse femeile algeriene în perioada analizată.

## Opere literare[5]
Lucrări traduse în limbile: germană, italiană și greacă.
•	Trente-trois Tours à son turban – piesă de teatru (martie 2003 ), regizor Boubacar Ibrahim Dambagi;
•	L'Année de l'éclipse (Anul Eclipsei) - roman (2001) ;
•	La Prière de la peur (Rugăciunea Fricii) - roman, Editura La Différence (1997) ;
•	Le Chant du lys et du basilic (Cântecul crinilor și al busuiocului) - roman, Editura J.-C. Lattès (1990), a doua ediție publicat la Editura La Différence (1998);
•	Sultanes sans royaume (Sultani fără regate) – piesă de teatru ;
•	Frères musulmans, frères féroces. Voyage dans l'enfer du discours islamiste (Frăția Musulmană, frați feroci. Călătorie în infernul discursurilor islamiste ) – eseu (2002);
•	Les mensonges des intégristes (Minciunile Fundamentaliștilor) – eseu ;
•	AlMu'tazila ou la liberté du sujet (AlMu'tazila sau libertatea cuvântului) - eseu (1992);
•	Contribution à l'étude de la catégorie Aspect en arabe, description et formalisation, (1993);
•	Enonciation, Enonciateurs, Al Kalam wal mutakallimoun (1994).
•	Ahl Atta'til ou Ceux qui ôtent leurs atours aux femmes (Ahl Atta'til sau cei care consideră femeia propria bijuterie) – roman (1995);
•	Le nom propre et le masque (Numele propriu și masca) – roman (1996);
•	De la haine de la Loi à la haine des femmes: Anayse d'un fragment de prêche intégriste (De la ura față de lege la ura față de femei : Analiză fragmentară a discursului fundamentalist) – (1998);
•	Le peuple dans le discours totalitaire (Rolul poporului în cadrul discursului totalitar) – (2000);
•	Le rire de mon père dans la langue de Voltaire (Zâmbetul tatălui meu pe limba lui Voltaire) – (2002);
•	Sémantisme de mort dans le discours totalitaire (Semantica morții în discursul totalitar) – (2003).

## Distincții
1997 - Prix Beur FM Méditerranée – pentru romanul  „La Prière de la peur”;
1996 - Prix Mediterraneen de la Nouvelle – pentru nuvela „Le Cocu Cadi”;
A fost laureata concursului sponsorizat de Fundația Beaumarchais pentru literatură teatrală.
Este Cavaler al Legiunii de Onoare, Ordinul Național de Merit. 